# Deserto Pintado (Estados Unidos)

Painted Desert ocupa uma parte do Petrified Forest National Park no Arizona, na parte Ocidental dos Estados Unidos da América.

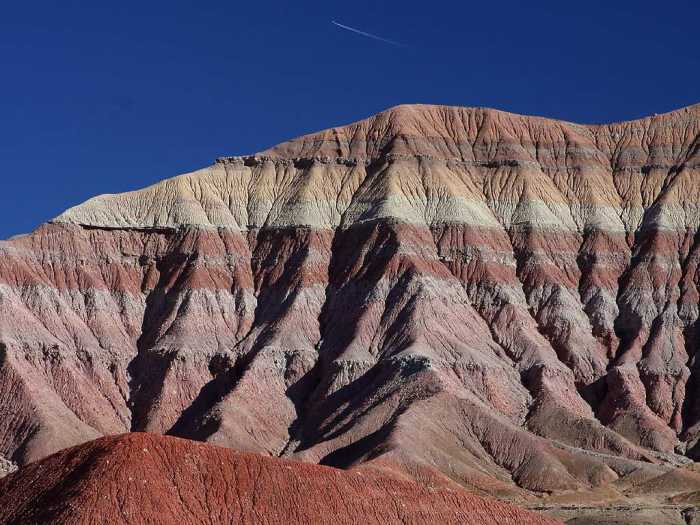
Deserto Pintado